# エスカルゴ

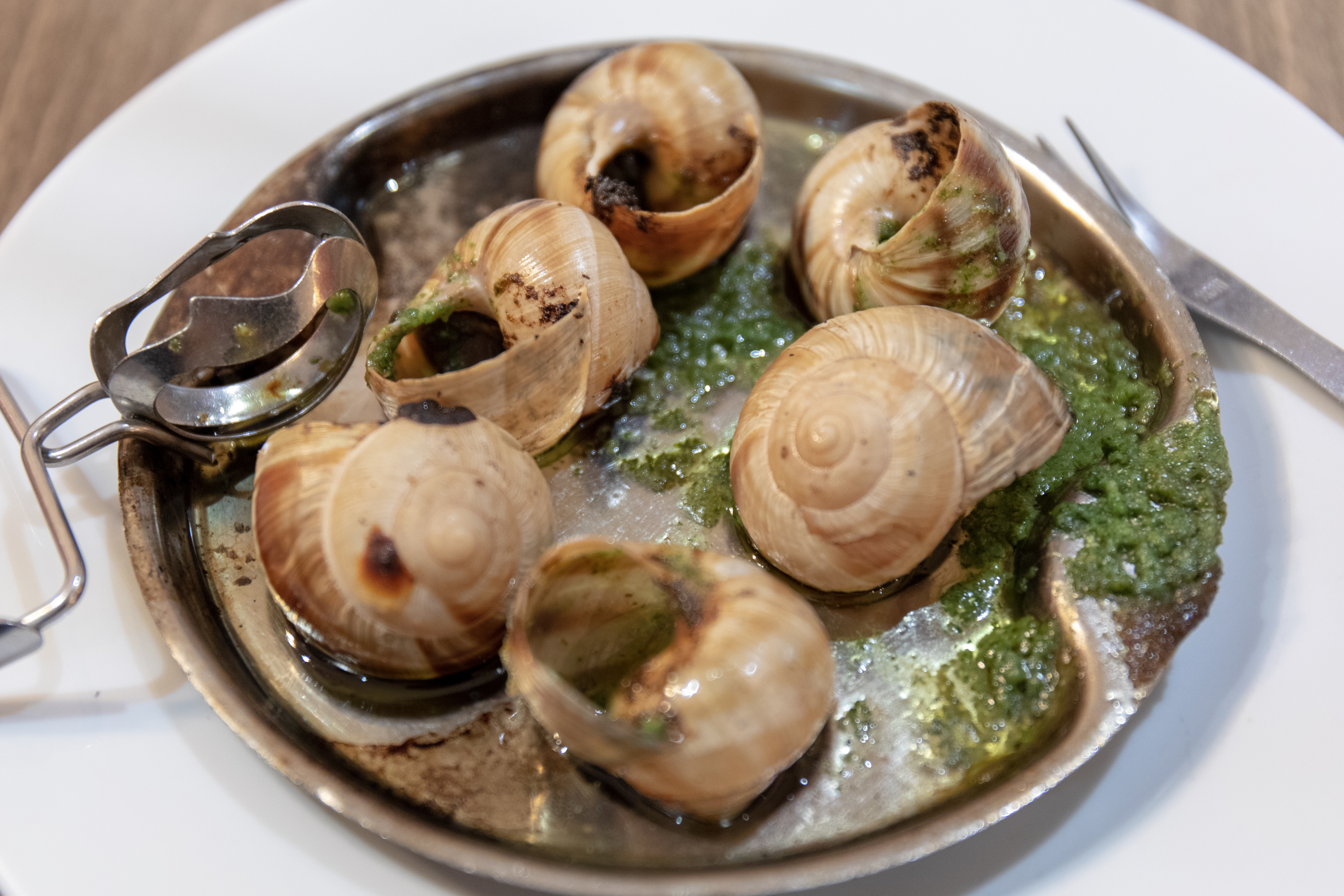
皿に盛り付けられたエスカルゴ

エスカルゴ（仏: escargot、フランス語発音: [ɛskargo] エスカルゴ）は、フランス語でカタツムリを意味する語。日本では、通常カタツムリそのものを指すのではなく、エスカルゴを用いたフランス料理を意味する。通常は前菜として食卓に供される。普通、複数個で供されるため、メニューにはles escargots（レゼスカルゴ）と複数形で書かれていることが多い。

## 概要
多くの種類があるカタツムリの中で一般に食用に供されるものは主にリンゴマイマイ（別名エスカルゴ・ド・ブルゴーニュ、Helix pomatia、ブルゴーニュ種）とプティ・グリ（petit-gris、Helix aspersa）、グロ・グリ（gros-gris, Helix aspersa maxima）の3種類であった。リンゴマイマイなどは繁殖力の低さから利用が減少して絶滅危惧種となる状況にあり、代用品としてアフリカマイマイが用いられることもある。食用カタツムリとして流通しているものはほとんどが穀物などの飼料を与えて養殖したものであるが、葡萄畑などに生息する食用に適した野生のカタツムリが利用される場合も稀にある。野生のカタツムリを材料とする場合はどんな餌を食べていたのかわからないので、数日間絶食させるか清浄な餌を与えて、消化管に残っている未消化物などを排泄させる処理が必要となる。リンゴマイマイの卵はホワイトキャビアとして食用にされている。

## 調理法
殻から取り出し内臓を除去した後に加熱され、パセリとニンニクのみじん切りを練りこんだエスカルゴバターと呼ばれるバターソースを絡めるのが最も一般的である（エスカルゴバターにはエシャロットのみじん切りを混ぜる場合も多い）。
盛り付ける際に、一度殻から取り出した身を再度殻に戻す事が多く、殻入りの場合は専用のトングで殻を挟んでからフォークで身を取り出して食べる。殻を利用しない盛り付けでは、半球状の窪みを数箇所もつたこ焼き器に似た専用の皿を用いて、窪みの一つ一つにエスカルゴの身とエスカルゴバターを入れて熱々の状態で食卓に供される場合が多い。日本ではバイ貝で代用することもある。
ブルゴーニュ種リンゴマイマイの養殖に成功した牧場が三重県松阪市にある。

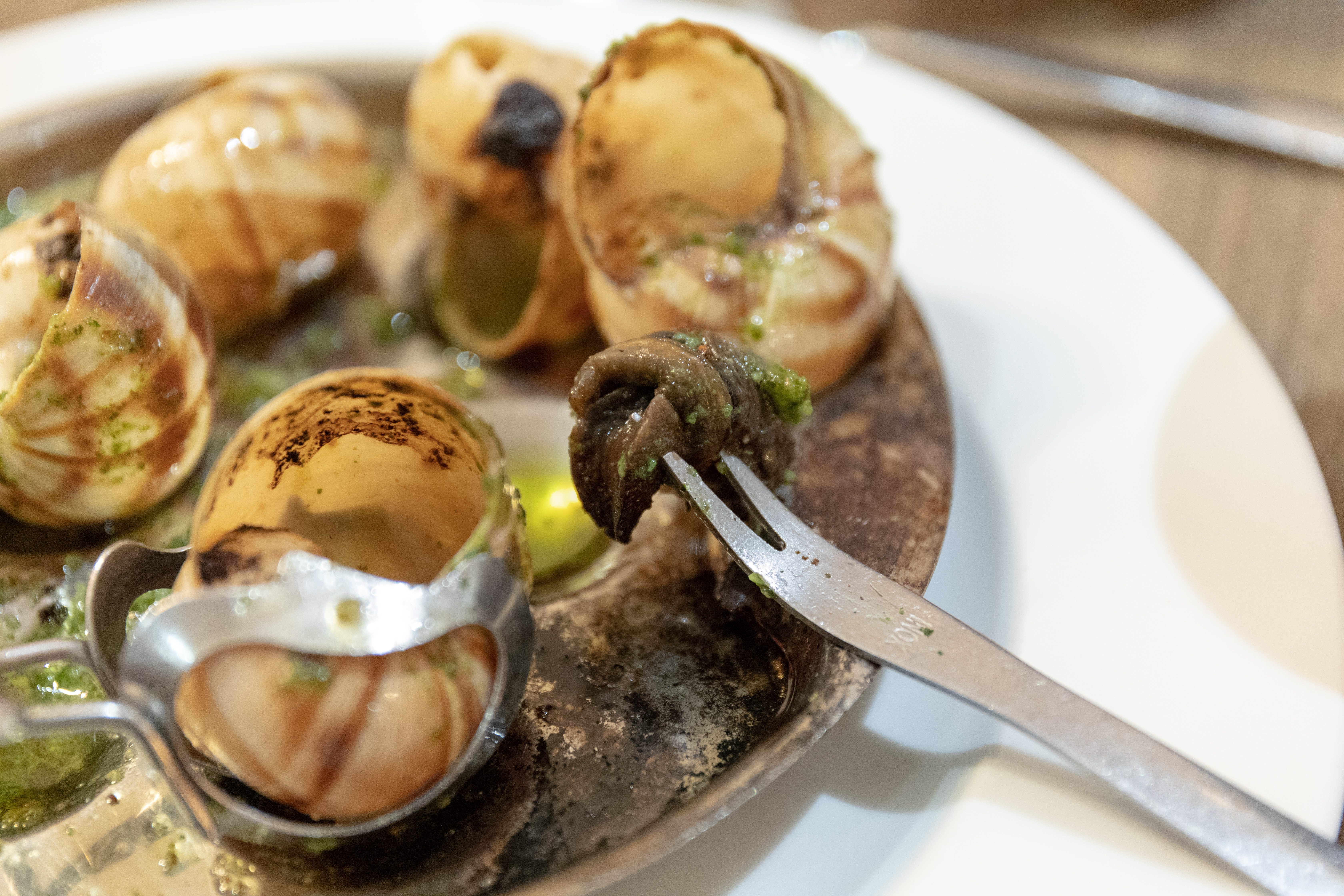
エスカルゴの食べ方
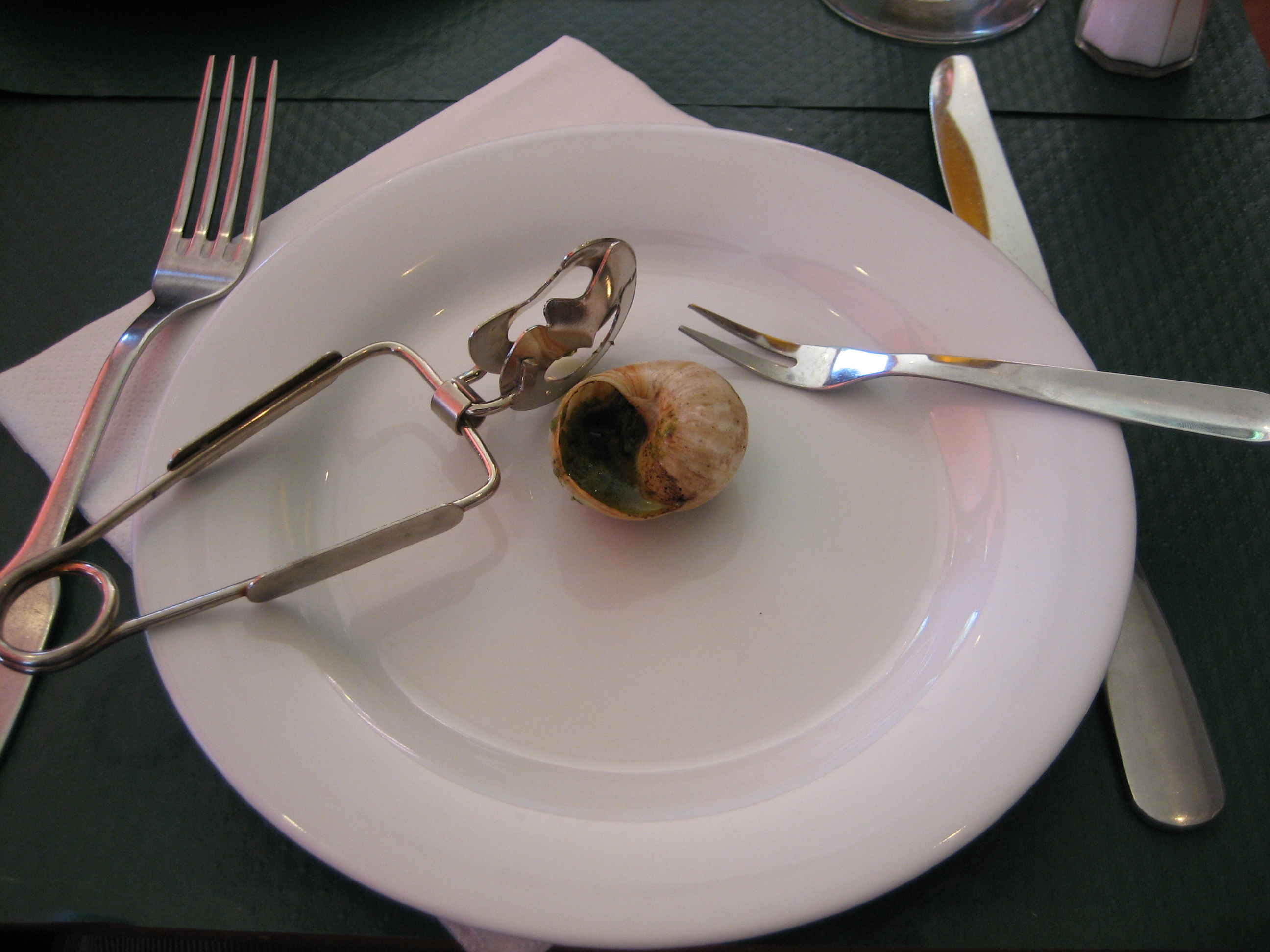
エスカルゴトングとエスカルゴフォーク（右）
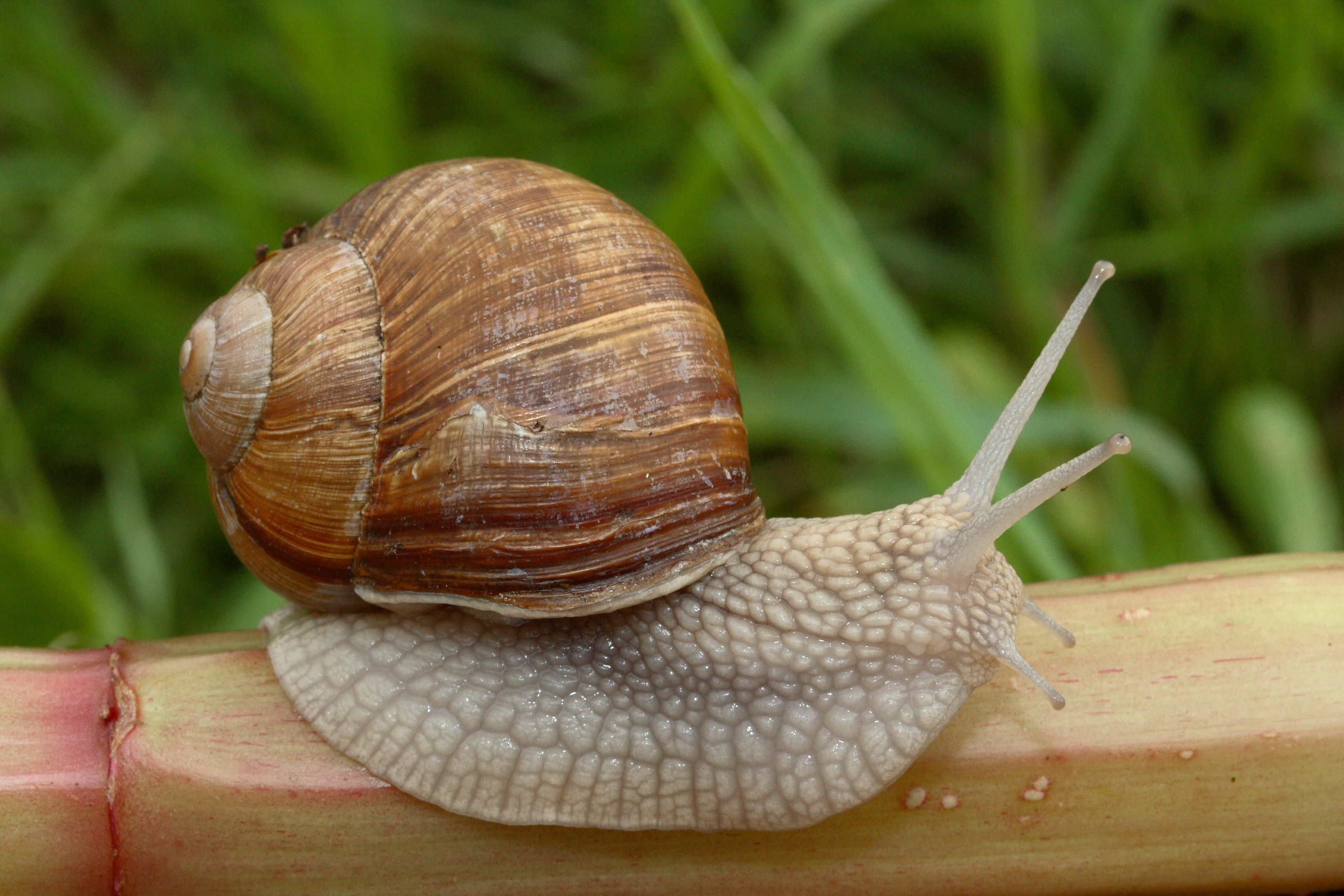
リンゴマイマイ
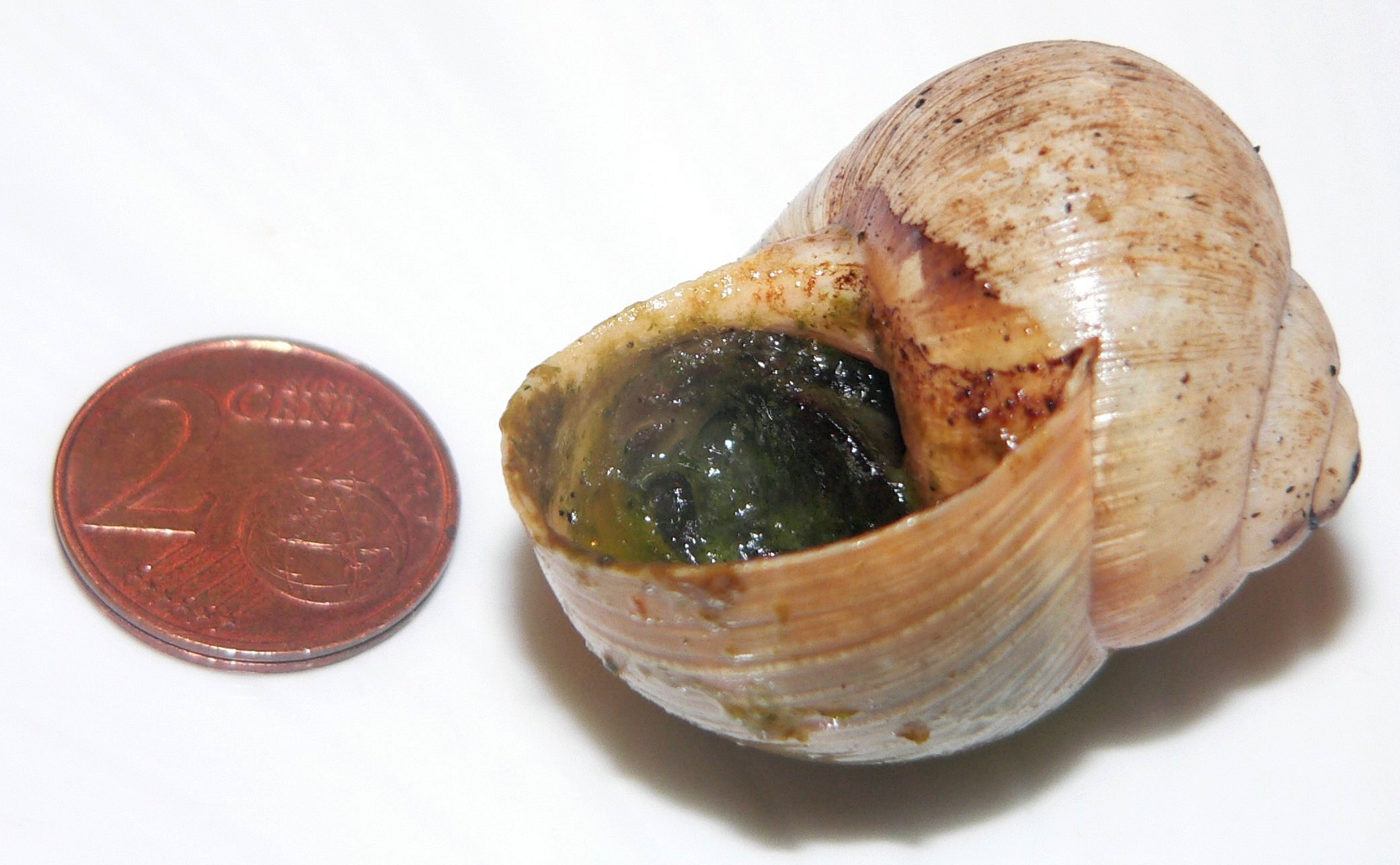
調理済みのエスカルゴ
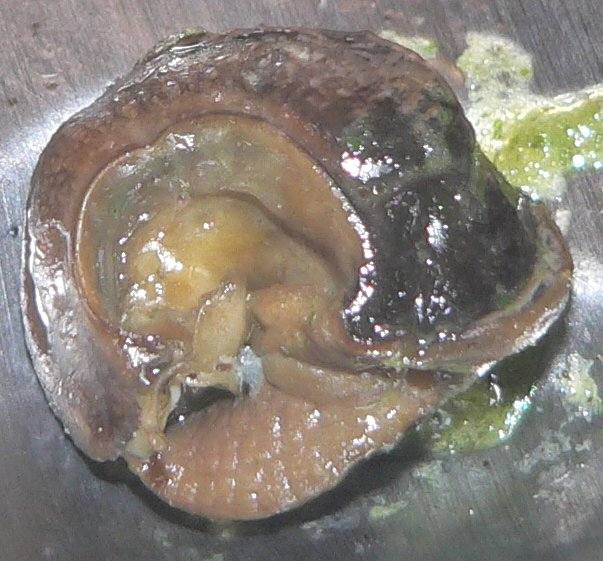
調理済みのエスカルゴを殻から取り出したもの
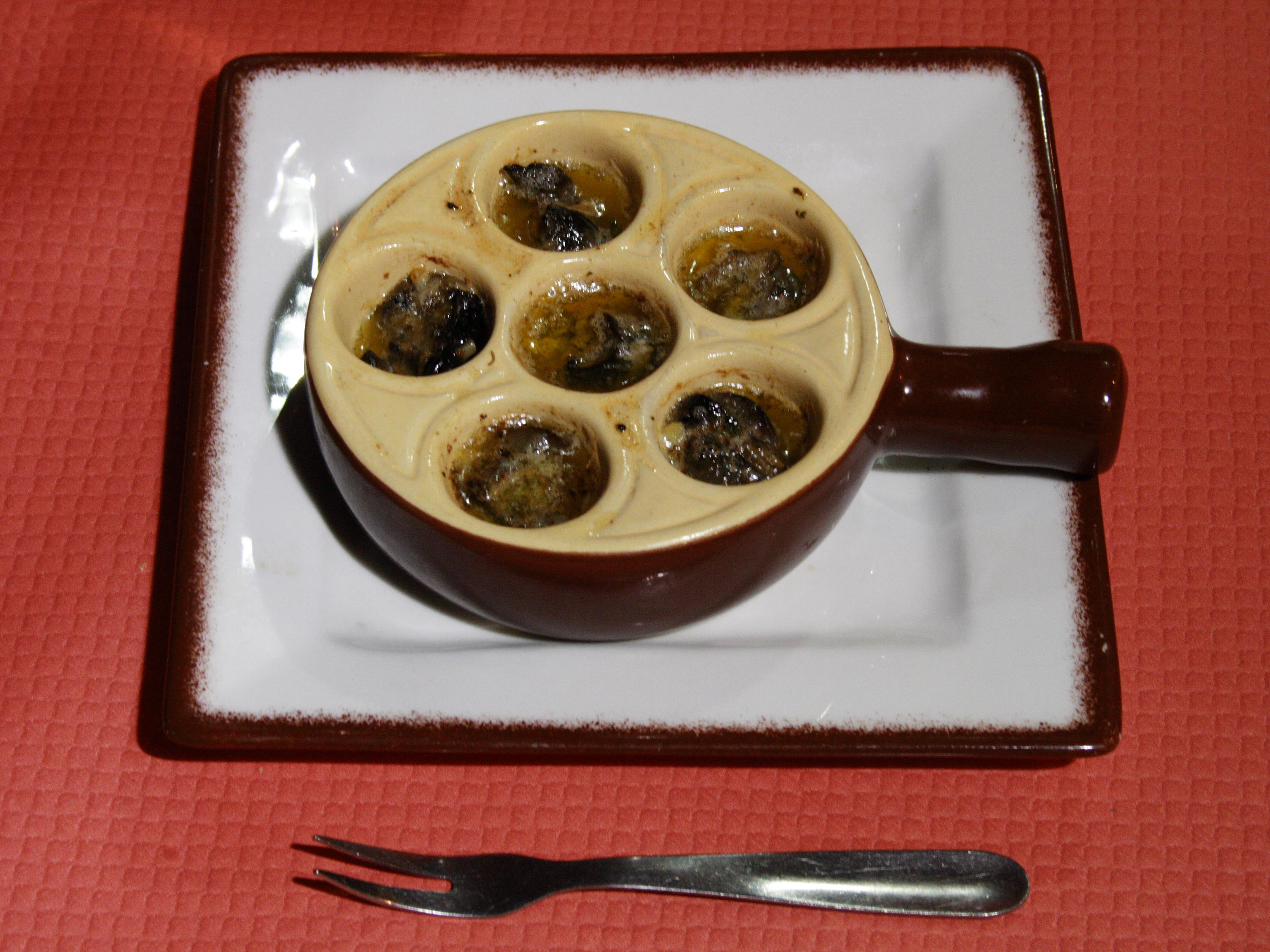
専用の皿に盛り付けられたエスカルゴ